# Генералштаб Војске Републике Српске
Генералштаб Војске Републике Српске је био највиши стручни и штабни орган за припрему и употребу Војске Републике Српске у миру и рату.

## Главни штаб (1992—1995)
Након избијања рата у Босни и Херцеговини, 12. маја 1992. формира се Војска Републике Српске на челу са Ратком Младићем. Будући да су се команда и јединице ЈНА повукле из БиХ 20. маја; да су тек биле формиране бригаде Територијалне одбране Републике Српске са мало или нимало професионалног војног кадра; да је рат у Босни већ увелико био у току; и да су по ратној зони вршљале добровољачке јединице отргнуте контроли, стварање јединствене војне команде одвијало се у посебно тешким околностима. Окосницу новог Главног штаба чинили су официри 9. книнског корпуса ЈНА и 2. војне области ЈНА пореклом из Босне и Херцеговине. Главни штаб су чиниле команда Главног штаба и приштапске јединице.

### Команда Главног штаба
На челу Главног штаба и команде Главног штаба налазио се генерал Ратко Младић. Команда Главног штаба је била подељена на пет независних сектора, штаб и једну управа:
- Штаб за оперативно-наставне послове - генерал-мајор Манојло Миловановић (уједно и заменик команданта Главног штаба)
- Сектор за мобилизацију и административно-персонална питања - пуковник Мићо Грубор
- Сектор за морал, религијска и правна питања - генерал-мајор Милан Гверо
- Сектор за обавештајна и безбедносна питања - пуковник Здравко Толимир
- Сектор за ваздухопловство и ПВО - пуковник Јово Марић
- Управа за развој и финансије - пуковник Стеван Томић
- Сектор за позадинске службе - генерал-мајор Ђорђе Ђукић

Најближи саветници команданта Главног штаба и људи задужени за најодговорније задатке били су: Ђорђе Ђукић (логистика, резервни делови итд.), Манојло Миловановић (планирање, израда оперативних планова, вођење операција на терену итд.), Здравко Толимир (обавештајни послови) и Милан Гверо (политички послови Главног штаба, нарочито однос са цивилним властима Републике Српске и међународним посматрачима).

### Приштапске јединице
- Центар за усавршавање Рајко Балаћ
- Центар за информативно-пропагандно дјеловање
- 65. заштитни моторизовани пук
- 67. пук везе
- 40. Инжињеријски пук
- 1. гардијска моторизована бригада ГШ ВРС
- 89. Ракетно-артиљеријска бригада
- 1. српска мјешовита бригада (привремени састав)
- 2. српска мјешовита бригада (привремени састав)
- 3. српска мјешовита бригада (привремени састав)
- 14. српска бригада (привремени састав)
- 10. диверзантски одред
- 10. обавештајни центар
- 14. позадинска база
- 27. позадинска база
- 30. позадинска база
- 35. позадинска база
- 63. аутомобилски батаљон
- Војна болница ГШ ВРС
- Војно медицински центар ВРС
- Ваздухопловни завод ОРАО
- Ремонтни завод Космос
- Позадинска чета касарне Врбас

### Главни штаб у рату
Основни задатак Главног штаба био је планирање стратегије за вођење рата, те сарадња са цивилним властима како би се обезбедила неопходна средства. Врло често, Главни штаб би водио војне операције преко истурених командних места. Прве године рата готово целокупна пажња Главног штаба била је усмерена на формирање војних бригада од јединица Територијалне одбране и добровољаца. Команда Главног штаба је често долазила у сукоб са цивилним властима, делом због различитог виђења политичког одјека војних операција на светско јавно мњење (политичко руководство Републике Српске је, природно, било осетљивије на међународне притиске), а делом због преплетања одговорности, нарочито око материјалног и финансијског снабдевања војске. По мишљењу неких стручњака који су проучавали ток рата у Босни, команда Главног штаба ВРС се показала као најспособније војно руководство од свих зараћених страна:

 Главни штаб, мада скрпљен од различитих официра придошлих из различитих команди, развио се током рата у најпрофесионалнији штаб и тело за планирање од свих зараћених страна у босанском конфликту